# De catarrhis

Le De catarrhis (Sur les catarrhes) est un ouvrage de Conrad Victor Schneider, docteur et professeur public de philosophie et médecine en l’université de Wittemberg, publié de 1660 à 1662, et en 1664. Il fait suite à un premier ouvrage de 1655, le Liber de Osse cribriformi qui en est l'ébauche. L'ouvrage réfute de manière définitive les idées qui dataient d'Hippocrate, qui regardaient le nez comme l'émonctoire du cerveau.
L'ouvrage développe les preuves anatomiques que le mucus (ou pituite, particulièrement visible dans la rhinorrhée associée aux rhumes, appelés communément « rhume de cerveau ») ne se forme pas dans le cerveau et qu'il n'est pas déversé dans le nasopharynx via la lame criblée de l'os ethmoïde. En établissant qu’il n’existe pas de connexion anatomique ouverte entre le cerveau et l’espace aérien nasal, il réfute l'hypothèse catarrhale établie par Hippocrate, deux mille ans plus tôt, et pérennisée par Galien au IIe siècle. Il établit la continuité de la dure-mère, et détermine que l'hypophyse, la « glande pituitaire », n'est pas responsable de la sécrétion du mucus.
Il contredit donc l'opinion des Anciens selon laquelle le cerveau est à l'origine du catarrhe (le rhume) et montre que la nature anatomique et physique de cet organe ne permet pas une telle hypothèse. Le concept de catarrhe était très développé chez Hippocrate pour qui sept catarrhes partaient du cerveau et déterminaient différentes maladies dans le corps ; ils sont tous repris par Schneider et documentés dans le Liber de catharris specialissimus de 1664. La pituite dans le cerveau était selon les Anciens rendue responsable de l'épilepsie, qui est aussi documentée dans ce dernier volume.
La théorie catarrhale avait été démontée par Van Helmont et des auteurs avant lui ; le grand mérite de Schneider a été de mettre en évidence la membrane muqueuse naso-sinusienne (tunica narium), avec une connaissance approfondie de sa signification anatomique et pathologique.
L'ouvrage a été acclamé comme essentiel voir immortel ; mais comportant au final six volumes écrits en latin, totalisant plus de 3 500 pages, l'ouvrage a été souvent critiqué comme fastidieux. Ainsi cent ans après la découverte de Schneider, tout en citant le troisième volume du De catarrhis, le médecin écossais William Small (en) dans une lettre à Benjamin Franklin du 10 août 1771, pouvait ironiser à propos du livre  : « that you had better have twenty colds than read » (« qu'il serait préférable d'avoir vingt rhumes plutôt que de le lire »). 
Le livre peut être redécouvert au travers d'un ouvrage de Karl Friedrich Heinrich Marx publié la première fois en 1873 — Konrad Victor Schneider und die Katarrhe — et réédité en 2023.
En reconnaissance des travaux de Schneider, la muqueuse nasale a été nommée « membrana Schneideria », la membrane de Schneider (en).

## Contexte
L'expression de « rhume de cerveau » sous laquelle était et est encore quelquefois appelée la forme la plus commune du rhume (ou coryza), rappelle l'erreur des auteurs anciens qui croyaient que les liquides épanchés dans ces conditions provenaient des enveloppes du cerveau. L'idée lancée par l’école hippocratique, puis répandue par Aristote et Galien, se prolonge au Moyen Âge, puis à la Renaissance. Au XVIe siècle, pour le médecin italien Costanzo Varolio, le cerveau, membrum molle et aqueum, « regorg[e] d'humidité, c'est-à-dire de phlegme ou de pituite ; les glandules appendues aux cavités ventriculaires du cerveau collectent, comme des éponges, les produits excrémentiels provenant ici de la nutrition du cerveau et qui doivent être éliminés hors de l'économie ; rassemblée dans les ventricules comme dans des cloaques, la pituite descend par  l’infundibulum au palais et est rejetée par la bouche et par les narines ».
La médecine humorale a été bousculée dès le XIVe siècle, mais les anciennes théories médicales vont être véritablement remise en question du côté de l'université de Padoue où André Vésale va briller. Un débat intense a agité les milieu universitaires concernant le lieu du passage de la pituite, depuis le cerveau vers le naso-pharynx, auquel vont participer Vésale (De humani corporis fabrica.lib.7. cap.II.), Realdo Colombo (De re anatomica, 1559), Gabriel Fallope (Observationes anatomicae, 1572), Juan Valverde de Amusco (en) (Historia de la composicion del cuerpo humano, 1556), Isbandis de Diemerbroeck (Opera omnia anatomica et medica, 1685), Jacques Dubois, Jean Riolan (Anthropographia, 1618), Caspar Hofmann, Giulio Cesare Casseri (Placentini de fabrica nasi, sect. 3. cap. 6), Franciscus de le Boë, Francisco Pozzi, André du Laurens, etc.; mais rien de définitif n'a été décidé. Galien (De usu partium Lib.9 Cap.3) avait prétendu, que la pituite sécrétée dans le système ventriculaire coulait via l'infundibulum (ou tige pituitaire), dans la glande pituitaire, d'où elle était portée dans le nasopharynx par une quantité de petits conduits, à travers la selle turcique. Vésale avait nié la perméabilité de la selle turcique et avancé que la pituite cérébrale s'éliminait par le foramen déchiré (Foramen lacerum). Isbandis de Diemerbroeck se rangeant à l'opinion de Galien s'était opposé de manière virulente à la proposition de Vésale. On retrouve le même soutien à Galien chez Dubois, Riolan, Hofmann, Casseri, de le Boë et Pozzi,. Une croyance bien ancrée supposait aussi que la fumée de tabac pouvait par le chemin inverse depuis le nez, noircir le cerveau; dans la Tabacologia de Johann Neander de 1626, une epistola du professeur de dissection et de chirurgie de Université de Leyde, Adriaen van Valkenburg (Hadrianus Falckenburgius, 1581-1650), résume donc sans surprise toutes les idées de passage évoquée précédemment; les théories de Galien sont aussi évoquées, preuve que les vues de Galien étaient toujours considérées à cette époque. Hadrianus Falckenburgius est cité plusieurs fois par Schneider.

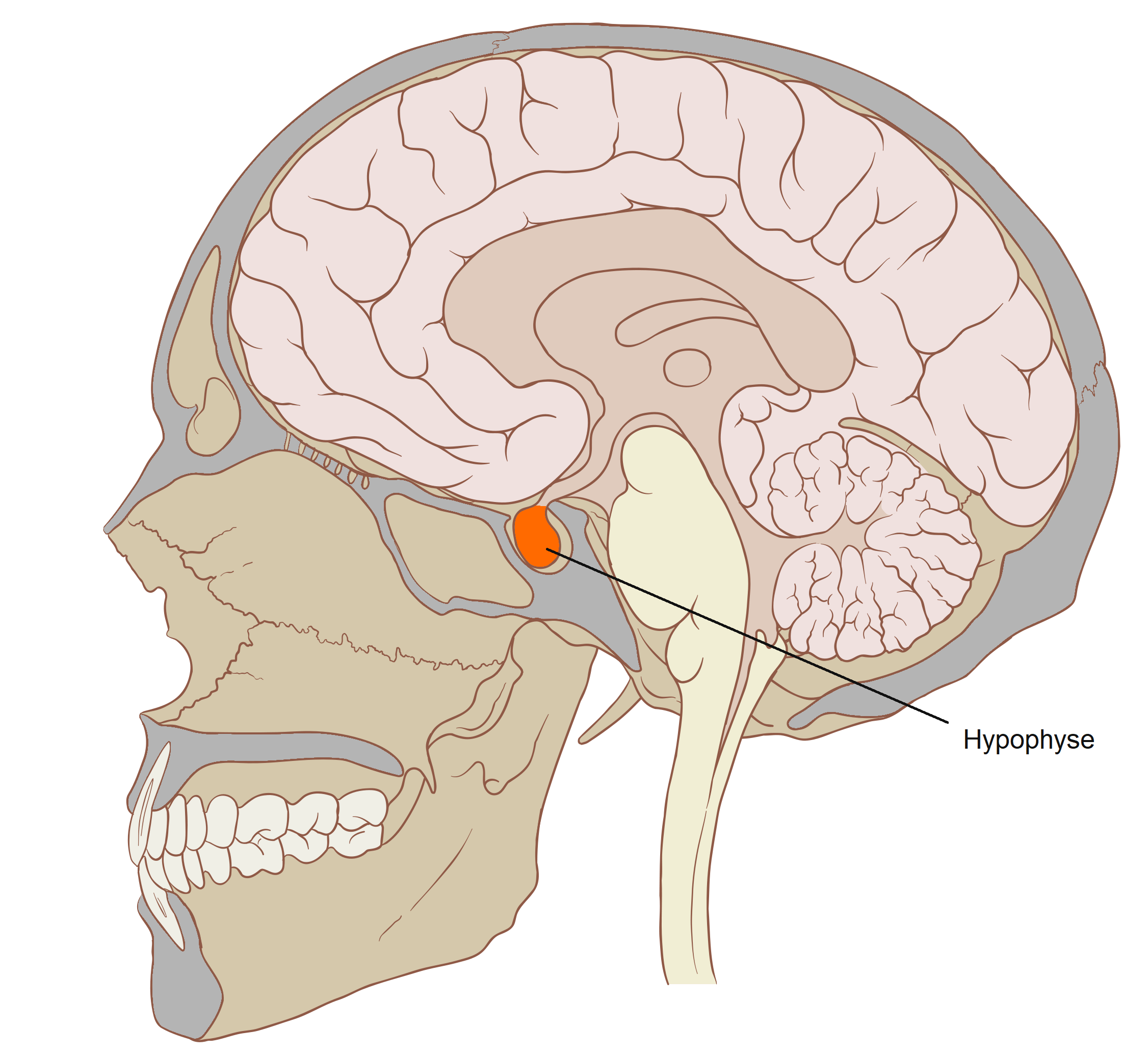
L'hypophyse en rouge, ou « glande pituitaire ». La lame criblée de l'ethmoïde qui apparaît en dessous du lobe frontal était un des lieux de passage supposés de la pituite antique vers le nasopharynx ; mais il a été envisagé d'autres lieux de passage, notamment par l'os os sphénoïde. Le système ventriculaire du cerveau qui n'apparaît pas ici dans son entièreté a été aussi envisagé comme susceptible de contenir la pituite.

La théorie humorale antique a été progressivement été réfutée au sujet des catarrhes, d'abord par Jean-Baptiste Van Helmont (1579-1644) dans son Catarrhi deliramenta de 1648. Mais le premier défi sérieux qui a conduit au renversement de l'idée introduite deux mille ans plus tôt par le texte hippocratique De la maladie sacrée est venu de Conrad Victor Schneider (1614-1680) en 1655 et en 1660-1664 lorsque son ouvrage le plus important, De catarrhis, Wittebergae, est paru. Schneider est le premier à prouver que le mucus ne se forme pas dans le cerveau et qu'il n'est pas sécrété dans la cavité nasale via l'os ethmoïde. Les premiers germes de ses idées sont consignés en 1655, dans un petit traité publié à Wittenberg sous le titre Osse cribriformi, & sensu ac organo odoratus , etc. (sur l'os ethmoïde, l'odorat et son organe). Il y développe déjà l'idée qu'il n'y a aucune communication à travers via la la lame criblée de l'ethmoïde (Osse cribriformi); que la dure-mère, à l'exception des ouvertures par lesquelles passent les fils des nerfs olfactifs, enveloppe complètement le cerveau.
Il prouve également que le nerf olfactif n'est pas creux chez l'homme comme le croyaient les Anciens. Cette erreur de leur part provient de ce qu'ils n'avaient disséqué que des animaux, et que chez les animaux herbivores et même carnivores, il n'y a pas de nerf olfactif semblable à celui de l'homme, mais une grosse protubérance d'où proviennent les nerfs olfactifs ; cette protubérance est creuse et communique avec le ventricule supérieur du cerveau,. Schneider a alors développé ses idées, ses découvertes et ses théories nouvelles dans un ouvrage en quatre volumes in-quarto intitulé De catarrhis.

## Description
Schneider reconnait dans le De catarrhis qu'il n'existe pas de connexion anatomique ouverte entre le cerveau et l'espace aérien nasal. Schneider découvre la muqueuse naso-sinusienne comme lieu de production du mucus et réfute ainsi l'hypothèse de la production et de la sécrétion de mucus cérébral de l’école hippocratique, de Galien et de Vésale.
Il y apparaît avec une démonstration d'érudition et de connaissances anatomiques rares. Il contredit donc l'opinion des médecins anciens selon laquelle le cerveau est à l'origine du catarrhe et montre que la nature anatomique et physique de cet organe ne permet pas une telle hypothèse, et qu'il n'y a pas non plus d'espace (ni dans l'os ethmoïde ni dans l'os sphénoïde), à travers lequel la matière du catarrhe pourrait, comme on le croyait faussement, passer du cerveau à d'autres parties. Il place dans le sang la source du catarrhe ; sa substance est une éjection (éjectamentum) de la masse sanguine entière. Celui-ci est excrété du sang par les vaisseaux sous forme de mucus sur les différentes membranes du nez, du larynx, de la gorge, etc. Contrairement à l'opinion ancienne selon laquelle le cerveau est le foyer du catarrhe, il détermine qu'il est localisé dans les membranes du nez, du larynx et d'autres parties. 
Schneider précise que l'hypophyse, connue dans la terminologie de Vésale sous le nom de glans cerebri pituitam excipiens, ne contient ni cavité ni liquide ; la théorie plus précise et déjà réfutée par Johann Jakob Wepfer voulait quel le mucus provienne du cerveau et soit sécrété via l'hypophyse à travers les trous de l'os ethmoïde jusqu'au nasopharynx. 
La cause externe du catarrhe, où qu'elle se trouve, est selon lui l'estomac ; le catarrhe rénal (diarrhée) se trouve généralement dans l'air (pluie, brouillard) et provient de l'humidité agissant à travers les pores de la peau et pénétrant dans le sang. Certains catarrhes provoquent une inflammation des membranes du nez, du palais et du larynx. L'ingestion d'air impur provoque le déplacement de la masse sanguine, entraînant des rhumes épidémiques, des épidémies de coryza. D'ailleurs, diverses fièvres peuvent accompagner les catarrhes. Schneider détaille les types particuliers de catarrhe : coryza, catarrhe de la muqueuse antérieure, catarrhe des amygdales et de la luette, également appelé catarrhe de la muqueuse postérieure, catarrhe du larynx, branchus, qui repose sur une exsudation excessive dans le du larynx, et survient seul ou avec une affection simultanée des poumons et le catarrhus suffocativus, qui est dérivé de l'afflux rapide et abondant de sang principalement muqueux de la veine cave vers le cœur et les poumons., etc.
Schneider réfute aussi l'idée qu'il existe un réseau admirable dans le cerveau humain (De Cat. L. II. c. 18 : Nullum in humano capite invenitur Rete mirabile). La théorie pneumatique antique voulait que du cœur, l'esprit vital atteigne le réseau admirable (rete mirabilis), s'y transforme en esprit animal ; dans lequel étaient distingués une partie utile rassemblée dans les ventricules du cerveau (elle passe par le système nerveux pour aboutir aux organes des sens et aux muscles) ; et une partie excrémentielle selon deux formes: l'une gazeuse s'éliminant par les sutures crâniennes et les sinus aériens du crâne; l'autre, liquide, la pituite qui s'élimine donc par le nasopharynx.
Il a produit un résumé de son ouvrage en 1664, intitulé De catarrhis liber specialissimus.

## Composition
Les traductions ici proviennent des annotations des Correspondance complète de Guy Patin et autres écrits, établies par Loïc Capron sur le site de la Bibliothèque interuniversitaire de santé , :
Un ouvrage préliminaire, le Osse cribriformi, & sensu ac organo odoratus de 1655, est un brouillon des idées du De catarrhis:
- Liber de Osse cribriformi, et sensu ac organo odoratus, et morbis ad utrumque spectantibus, de coryza, hæmorrhagia narium, polypo, sternuatione, amissione odoratus [sur l’Os cribriforme, sur le sens et l’organe de l’odorat, et sur les maladies qui les concernent tous deux : coryza, épistaxis, polype, éternuement, perte de l’odorat].

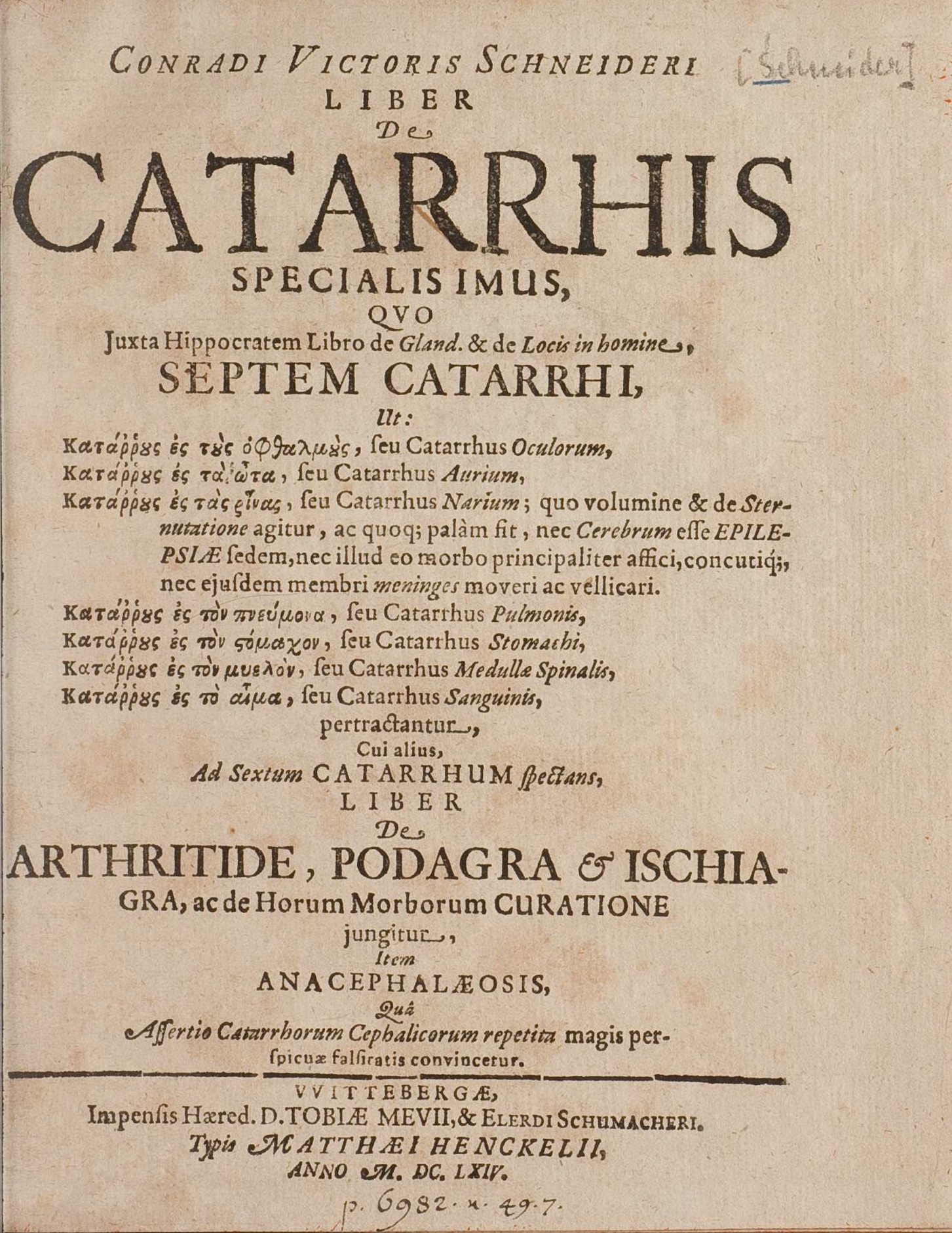
Conradi Victoris Schneideri, Liber de catharris specialissimus, quo iuxta Hippocratis librum de Gland. et de Locis in homine, septem catarrhi, 1664.

Le De catarrhis au total comporte six volumes in-quarto écrits en latin, totalisant plus de 3 500 pages.
- Liber primus quo agitur de speciebus catarrhorum et de osse cuneiformi per quod catarrhi decurrere finguntur [Livre premier traitant des variétés de catarrhes et de l’os cunéiforme d’où on a prétendu que proviennent les catarrhes] ;
- Liber secundus quo Galenici catarrhorum meatus, perspicue falsi revincuntur [Livre deuxième où sont réfutés les méats galéniques des catarrhes, qui sont à l’évidence faux] ;
- Liber tertius quo novi catarrhorum meatus demonstrantur [Livre troisième où sont démontrés de nouveaux méats des catarrhes] ;
- Liber quartus quo generalis catarrhorum curatio ad novitia dogmata et inventa paratur [Livre quatrième où la cure générale des catarrhes est procurée suivant des théories récentes et originales] ;
- Liber quintus de catarrhosorum diæta, et de speciebus catarrhorum, ut de coryza, brancho, catarrho suffocativo, catarrho stomachi, etc. [Livre cinquième sur le régime des catarrheux et les variétés de catarrhes, comme le coryza, l’enrouement, le catarrhe suffocant, le catarrhe d’estomac, etc.] ;
- Liber de catharris specialissimus, quo iuxta Hippocratis librum de Gland. et de Locis in homine, septem catarrhi, ut : [Livre très particulier sur les catarrhes où, suivant le livre d’Hippocrate sur les glandes et les lieux dans l’homme, sont traités en détail sept catarrhes] :
  - Καταρρους ες τους οφθαλμους, seu Catarrhus Oculorum, [Catarrhe des yeux] ,
  - Καταρρους ες τα ωτα, seu Catarrhus Aurium, [Catarrhe des oreilles] ,
  - Καταρρους ες τας ρινας, seu Catarrhus Narium ; quo volumine et de Sternuatione agitur, ac quoque palam sit, nec Cerebrum esse Epilepsiæ sedem, nec illud eo morbo principaliter addici, concutique, nec ejusdem membri meninges moveri ac vellicari, [Catarrhe du nez, volume ou il est surtout question de l’Éternuement, et où il est aussi mis en évidence que le cerveau n’est pas le siège de l’épilepsie, que cette maladie ne l’atteint ni ne l’ébranle principalement, et que ses méninges ne sont ni mises en mouvement ni tiraillées],
  - Καταρρους ες τον πνευμονα, seu Catarrhus Pulmonis, [Catarrhe du poumon],
  - Καταρρους ες τον στομαχον, seu Catarrhus Stomachi, [Catarrhe de l’estomac],
  - Καταρρους ες τον μυελον, seu Catarrhus Medulla Spinalis, [Catarrhe de la moelle épinière],
  - Καταρρους ες το αιμα, seu Catarrhus Sanguinis, [Catarrhe du sang] .

## Réception
L'ouvrage a été jugé essentiel, quoique long et fastidieux.
Karl Friedrich Heinrich Marx explique que la lourdeur de la présentation et la surabondance de preuves produites par Schneider pouvaient s'expliquer par les vieilles doctrines erronées, fermement ancrées de tous côtés qu'il combattait, et qu’il ne pouvait convaincre et convertir ses collègues embarrassés et incrédules à lui faire confiance et à accepter les nouvelles vues et doctrines que grâce à une multitude de témoignages prouvés et irréfutables; il ne s’est donc certainement pas rendu la tâche difficile, ni à lui-même ni aux autres, sans nécessité impérieuse ; seules les circonstances avaient pu l’y contraindre.

Le petit traité en deux volumes (Osse cribriformi, & sensu ac organo odoratus , etc., Wittenberg, 1655) dans lequel sont consignés les premiers germes des idées de Schneider, se trouve dès 1658 en possession de Guy Patin (1601-1671), docteur régent de la Faculté de médecine de Paris (lettre de Patin à Johann Daniel Horst (de), archiatre à Darmstadt, du 8 mars 1658). Ce qui l'autorise probablement à survoler le très long traité de 1660-62 :

« Victor Conradus Schneiderus a fait cinq tomes de Catarrhis in‑4o où il tâche de raffiner sur les défluxions et sur les larmes, mais tout cela est bien long ; c’est un professeur en médecine de Wittemberg en Saxe. »

— Guy Patin, Correspondance complète de Guy Patin et autres écrits, édités par Loïc Capron. À Charles Spon, le 5 juin 1663.
Gui Patin par la suite ne tarit pas d'éloge pour le traité, dans une lettre à Johann Georg Volkamer de Nuremberg du 6 septembre 1664 (« J’ai ici les cinq livres de Schneider de Catarrhis, lesquels je loue et approuve. Si vous connaissez cet auteur, je vous prie de le saluer de ma part. ») : et le 28 novembre 1664 dans une nouvelle lettre à Horst : « J’admire le travail érudit et le soin scrupuleux qu’a mis le très distingué Schneider à écrire de Catarrhis ; puisse Dieu nous conserver un si grand homme durant de nombreuses années. ». Il semble que Patin pourtant réputé réfractaire à tout ce qui pourrait saper les fondements de la médecine galénique, a décidé ici qu'un pan entier du galénisme pouvait être abandonné.

En 1665, le philosophe Martin Schoock (1614 - 1669), a publié son De Sternutatione tractatus copiosus, par ailleurs commenté dans le premier numéro du Journal des savants de Denis de Sallo de 1665. Il y traite à la fois de des aspects médicaux et culturels des éternuements. C'est un témoignage intéressant sur le changement d'opinion au contact de l'œuvre de Schneider. Le Journal annonce que le traité a déjà été publié 15 ans plus tôt (De sternutatione tractatus de 1649) et que l'auteur en 1664 a complètement changé d'opinion,:

« Car au lieu qu'il tenait dans la première édition que l'éternuement vient de l'irritation du cerveau, qui tâche de chasser par le nez quelque matière acre et piquante, enfermée principalement dans les ventricules ; il tient dans cette dernière édition, que l'éternuement vient seulement de l'irritation de la membrane inferieure des narines; qui étant fort sensible, ne peut rien souffrir qui l'incommode, et s'efforce par une contraction violente de s'en délivrer, sans que le cerveau y concoure aucunement. Ce sont les raisons que Scheneiderus allègue pour prouver que l'os ethmoïde n'est pas percé, qui ont obligé cet auteur à changer d'avis. »

Hermann Boerhaave (1668-1738) cité par Albrecht von Haller (1708-1777) en 1758 a écrit :
« Certe liber immortalis esset, si veras observationes ab inutili citationum farragine et inani eruditione liberae in unum volumen contractae fuissent. 
Dazu fügte er die Note: 
Id enim vitii habet, quod ex pene omnibus, etiam exiguae laudis scriptoribus, longas sententias operi inserat, lectori taediosissimas, ut vix agnoscas, quid proprie ad auctorem pertineat: Praelectiones academicae in pro- prias Institutiones rei medicae. »
— Albrecht von Haller, Hermanni Boerha Praelectione Academicae. Ed. A. Haller. T. IV. Lugd.Bat. 1758. 8. p. 63. Cité dans Marx 1873, p. 5

« Ce serait certainement un livre immortel si les véritables observations avaient été condensées en un seul volume, débarrassé du fouillis inutile de citations et d’érudition vide de sens.
En dessous une note : 
Car il a ce défaut, que de la part de presque tous, même des écrivains peu élogieux, il insère dans l'ouvrage de longues phrases, si ennuyeuses pour le lecteur, qu'on reconnaît à peine ce qui appartient proprement à l'auteur. »
— traduction littérale
Le médecin écossais William Small (en) dans une lettre à Benjamin Franklin du 10 août 1771, cite le troisième volume du De catarrhis (Lib. III. Cap. VIII.) dans une version condensée, sur un sujet qui tient à cœur à Franklin, la prévalence du rhume en cas d'excès,: 
« A modern author, who ought to have understood this subject, for he has written so great a book about catarrhs, that you had better have twenty colds than read it, is of your opinion. 

« Illa, illa, inquam cibi, potusque abundantia citat catarrhos. Eosdem abigunt fruga litas et labor. Ut ex luxu et otio nascuntur catarrhi, ita horum medicina est in sobrietate, in continentia, in exercitationibus corporis, in mentis tranquillitate. In dies quisque vero haec precepta has leges vivendi custodit? Homo frugi est rara avis. Hinc nemo mortalium fere est sine catarrhis. » »
— From W. Small to B. Franklin., Opinions of the Ancient Physicians respecting Catarrhs or Colds. Birmingham 10 August 1771 

« Un auteur moderne, qui aurait dû comprendre ce sujet, car il a écrit un si grand livre sur les catarrhes, qu'il vaut mieux avoir vingt rhumes que de le lire, est de votre avis.

« Cela, cela, dis-je, l'abondance de nourriture et de boisson provoque le catarrhe. Ils chassent les mêmes récoltes, les mêmes sacrifices  et le même travail. De même que les catarrhes naissent des excès et de l'oisiveté, de même le remède est dans la sobriété, dans la continence, dans les exercices physiques et dans la tranquillité mentale. Est-ce que tout le monde respecte ces préceptes, ces lois de vie ? Un homme économe est un oiseau rare. Par conséquent, presque aucun mortel n’est sans catarrhe. » »
— Traduction littérale
A propos su Osse cribriformi, & sensu ac organo odoratus, Johann Friedrich Blumenbach (1752-1840) a déclaré,,.
« Conr. Vict. Schneider de offe cribfiformi et fenfu ac organo odoratus. Witteb. 1655. 12. Quod quidem claflicum opufculum in hiftoria phyfiologiae quali epocham conftituit, non folum quod primus in eo functionem olfactus rite conftituerit auctor, fed maxime quod veterum de eius organo tanquam emunctorio cerebri fomnia diſlipauerit, »
— Johann Friedrich Blumenbach, Johann Friedrich Blumenbach institutiones physiologicae, 1787

« Le petit ouvrage de Schneider, de osse cribri. formi, etc., fait véritablement époque dans l'histoire de la physiologie; non-seulement parce que c'est le seul traité où les fonctions de l'odorat soient bien exposées, mais aussi parce qu'il combat l'erreur des Anciens, qui regardaient le nez comme l'émonctoire du cerveau. »
— Johann Friedrich Blumenbach, Institutions physiologiques, J.T. Reymann, 1797

## Postérité
En 1667, alors qu'il n'a plus rien publié de nouveau depuis treize ans, Jean Royer de Prade (1624-168.) compose un traité sur le tabac, le Discours du tabac, où il est traicté particulièrement du tabac en poudre, par le Sr. Baillard qu'il fera imprimer en 1668 à compte d'auteur et sous le pseudonyme d'Edme Baillard. Pour obtenir le privilège royal qui lui a été accordé en novembre 1667, il a mis en avant « l'expérience qu'il a acquise par les recherches les plus curieuses et les plus certaines qu'il a faites pendant plusieurs années du tabac en poudre » . Ce traité de médecine cartésienne témoigne de l'adaptation du discours médical relatif à la prise de tabac, qui à suivi la révolution conceptuelle initiée par le De catarrhis de Schneider (il tranche en ce sens de la Tabacologia de Johann Neander, publiée en 1622). Le moliériste François Rey a suggéré que le traité a pu servir de motif d'inspiration directe pour l'Éloge du Tabac de Sganarelle dans le Festin de Pierre de 1665 (« [le tabac] réjouit et purge les cerveaux humains »), pour cette pièce antérieure de quelques années à la publication de l'ouvrage de Royer de Prade,.
Un ouvrage semblable au De catarrhis, appelé aussi De catarrhis a été publié par Richard Lower en 1672.
La théorie humorale a survécu à la ruine de la doctrine catarrhale antique. Vers l'époque à laquelle écrivait Schneider, le système lymphatique a été découvert et aussitôt la pituite a été remplacé par la lymphe ; on lui a donné le rôle que les anciens avaient attribué à la pituite dans la production des maladies. Michael Ettmüller en 1699 fut l'un des premiers qui s'empara du fluide lymphatique et en fit la cause d'une foule d'affections diverses ; et les catarrhes ne furent pas oubliés,.
Depuis la découverte de Schneider jusqu'en 1751, des anatomistes vont s'appliquer sans succès à découvrir la structure de la membrane schneidérienne : Nicolas Sténon, Raymond Vieussens, William Cowper, James Drake, Collin, Jean-Baptiste Morgagni, Giovanni Domenico Santorini, Herman Boerhaave, Frederik Ruysch, Jacques-Bénigne Winslow ; et l' Encyclopédie de conclure : « cependant malgré leurs travaux, leurs injections, leurs macérations, il ne paroit pas qu’ils l’ayent encore parfaitement développée ». Nicolas Sténon (1638-1686) dans ses Observationes anatomicae de 1662 a répondu très activement aux idées de Schneider, les peaufinant et en les poursuivant a fait un travail minutieux sur les glandes lacrymales, dans lequel il a nié l'origine cérébrale des larmes. Dans le même traité, il a également affirmé que le cérumen était une sécrétion glandulaire,
L'ouvrage un peu oublié a été remis en avant par Karl Friedrich Heinrich Marx en 1873, dans son ouvrage : Konrad Victor Schneider und die Katarrhe, qui a été réédité en 2023. 
En reconnaissance des travaux de Schneider, la muqueuse nasale a été nommée « membrana Schneideria », la membrane de Schneider (en), ou membrane schneidérienne ; on l'appelle toujours aussi « membrane pituitaire » pour rappeler la pituite antique,. 
Le mot catarrhe est à la fin du XIXe siècle était devenu à peu près synonyme d'inflammation de toute membrane muqueuse, qui au-delà de l'appareil respiratoire, incluait désormais l'appareil digestif, l'appareil uro-génital tant masculin que féminin. Le terme catarrhe a été conservé, mais la source antérieure a été complètement oblitérée dans l'esprit des médecins. Marx attribue à Schneider cette complète révolution. Le mot « catarrhe » n’est plus aussi largement utilisé dans la pratique médicale, principalement parce que des mots plus précis sont disponibles pour chaque maladie particulière.